# Aeroportul Ely
Aeroportul Ely (IATA: ELY, ICAO: KELY, FAA LID: ELY) este un aeroport din Nevada, Statele Unite ale Americii ce deservește zona Ely. A fost numit după zona deservită.
Situat la o altitudine de 1.908 m, aeroportul dispune de 2 piste.

## Infrastructură

### Piste
Aeroportul dispune de 2 piste. Pista 12/30 are suprafața de asfalt și dimensiunile 4.825 picioare × 60 picioare. Pista 18/36 are suprafața de asfalt și dimensiunile 6.018 picioare × 150 picioare. 